# Dirk Alma
Dirk Alma (Amsterdam, 21 november 1844 - Sneek, 29 november 1906) was een Nederlands politicus en is bekend vanwege zijn burgemeesterschap van Sneek.
Alma zat eerst op het gymnasium in Nijmegen. Daarna studeerde hij rechten aan de Utrechtse Hogeschool. Na benoemd te zijn tot meester in de rechten, was Alma werkzaam bij kassiersfirma Ten Cate-Fennema in Sneek.
Op 5 oktober 1885 werd Alma aangesteld als negende burgemeester van Sneek. Hij zou het ambt tot aan zijn dood op 29 november 1906 vervullen. Hij was ook regent van het Old Burger Weeshuis. In Sneek is een straat naar hem vernoemd: de Almastraat in de Stationsbuurt draagt zijn naam.